# Twitcher-Gletscher
Der Twitcher-Gletscher ist ein 6 km langer Gletscher im Südosten Südgeorgiens. Er fließt von der Salvesen Range in östlicher Richtung und mündet unmittelbar südlich des Herz-Gletschers und der Iris Bay in die Twitcher Bay.
Wissenschaftler des South Georgia Survey nahmen zwischen 1951 und 1952 Vermessungen vor. Das UK Antarctic Place-Names Committee benannte ihn 1955 nach John Montagu, 4. Earl of Sandwich (1718–1792), Erster Lord der Admiralität und auch bekannt unter dem Namen Jemmy Twitcher.